# Fascia dell'Orinoco
Fascia dell'Orinoco o cintura dell'Orinoco, è un campo petrolifero situano nei pressi del bacino fluviale dell'Orinoco in Venezuela.
È considerata la maggior riserva petrolifera globale conosciuta ed è situata in un territorio posto nella fascia meridionale del bacino orientale del fiume Orinoco. Il suo nome in spagnolo è Faja Petrolífera del Orinoco (cintura petrolifera dell'Orinoco).
La cintura dell'Orinoco si trova a Guárico e a sud degli stati di Anzoátegui, Monagas e Delta Amacuro, e segue la linea del fiume. È lunga circa 600 chilometri da est a ovest e 70 chilometri da nord a sud, comprendo un'area di circa 55.314 chilometri quadrati.